# Rivière aux Orignaux (rivière Noire)
Pour les articles homonymes, voir Orignal (homonymie).
La rivière aux Orignaux (anglais : Moose River) est un affluent de la rivière Noire (rivière Daaquam), coulant dans la région administrative de Chaudière-Appalaches, au sud du Québec, au Canada. Le cours de la rivière traverse les municipalités régionales de comté (MRC) de :
- Montmagny : municipalités de Saint-Paul-de-Montminy et Saint-Fabien-de-Panet ;
- Les Etchemins : municipalités de Saint-Magloire et Saint-Camille-de-Lellis.

La rivière aux Orignaux coule vers le sud surtout en zones forestières. La partie supérieure de la rivière est desservie par la route 283 et le chemin du Lac-Long. Les parties intermédiaire et inférieure sont accessibles par le rang Saint-Armand, le rang du Lac, le rang de Bellechasse et le rang Saint-Joseph.

## Géographie
La rivière aux Orignaux prend sa source à l'embouchure du Lac Long (longueur : 1,1 km ; altitude 501 m) dans les Monts Notre-Dame. Ce lac, comportant deux sections séparées par le pont du chemin du Lac-Long, s'abreuve des eaux de la décharge du Lac Gosselin (venant du nord-ouest) et de la décharge des Lac Paradis (connexe du côté nord-est). Ce dernier reçoit ses eaux de la décharge du lac Colin.
L'embouchure du lac Long est situé à :
- 0,3 km au nord-ouest de la limite de la municipalité de Saint-Fabien-de-Panet ;
- 10,7 km au nord du centre du village de Saint-Magloire ;
- 8,6 km à l'est du centre du hameau de Saint-Philémon-Sud ;
- 13,3 km à l'est du centre du village de Saint-Philémon ;
- 4,7 km au nord-ouest du sommet du Bonnet à Amédée (altitude : 713 m) lequel est situé dans Saint-Fabien-de-Panet.

À partir de sa source, la rivière aux Orignaux coule sur environ 20 km selon les segments suivants :
Cours supérieur de la rivière aux Orignaux (segment de 10,8 km)
- 0,9 km vers le sud dans Saint-Paul-de-Montminy, jusqu'à la limite de Saint-Fabien-de-Panet ;
- 1,9 km vers le sud-est dans Saint-Fabien-de-Panet, jusqu'à la limite de Saint-Magloire ;
- 2,7 km vers le sud dans Saint-Magloire, jusqu'au ruisseau à Chabot (venant du nord-est) ;
- 0,3 km vers le sud-est, jusqu'au pont du rang Saint-Armand ;
- 5,0 km vers le sud en serpentant jusqu'à un ruisseau (venant de l'ouest) ;

Cours inférieur de la rivière aux Orignaux (segment de 10,1 km)
- 1,1 km vers le sud-est, jusqu'au pont du rang du Lac ;
- 1,5 km vers le sud-est, jusqu'à la décharge du lac Saint-Laurent ;
- 2,6 km vers le sud-est, jusqu'au pont du rang de Bellechasse ;
- 2,1 km vers le sud-est, jusqu'au pont du rang Saint-Joseph ;
- 2,2 km vers le sud, jusqu'à la limite de Saint-Camille-de-Lellis ;
- 0,6 km vers le sud-est, jusqu'à la confluence de la rivière[2].

La rivière aux Orignaux se déverse sur la rive nord de la rivière Noire (rivière Daaquam). Cette confluence est située à :
- 7,4 km au sud-est du centre du village de Saint-Magloire ;
- 0,9 km au sud-ouest de la limite de la MRC de Montmagny (municipalité régionale de comté) ;
- 12,6 km à l'ouest de la frontière canado-américaine ;
- 5,9 km au nord-est du centre du village de Saint-Camille-de-Bellechasse.

À partir de la confluence de la rivière Noire, le courant de la rivière Daaquam coule vers le nord-est jusqu'à la branche nord-ouest du fleuve Saint-Jean lequel coule vers l'est jusqu'au fleuve Saint-Jean. Ce dernier coule vers l'est et le nord-est en traversant le Maine, puis vers l'est et le sud-est en traversant le Nouveau-Brunswick.

## Toponymie
Les animaux sauvages sont souvent utilisés dans la toponymie canadienne française. Selon la Commission de toponymie du Québec, les variantes du terme « orignal » figurent 336 fois dans la banque de noms de lieux dont 237 toponymes Orignal et 27 fois sous la forme plurielle Orignaux. En sus, la forme anglais Moose figure dans 72 toponymes. L'orignal est un cervidé reconnu pour sa viande et sa fourrure.
Le toponyme rivière aux Orignaux a été officialisé le 5 décembre 1968 à la Commission de toponymie du Québec.

## Liste des ponts
| Traverses  | Photo | Municipalité(s) | Année de construction | Route               | Longueur | Type de pont    |
| ---------- | ----- | --------------- | --------------------- | ------------------- | -------- | --------------- |
| Pont 01009 |       | Saint-Magloire  | 1975                  | Rang Saint-Armand   | 10,5 m   | Pont acier-bois |
| Pont 10141 |       | Saint-Magloire  | 1997                  | Rang du Lac         | 23,2 m   | Pont acier-bois |
| Pont 01022 |       | Saint-Magloire  | 1927                  | Rang de Bellechasse | 25,5 m   | Pont acier-bois |
| Pont 17938 |       | Saint-Magloire  | 2011                  | Rang Saint-Joseph   | 23,5 m   | Pont acier-bois |